# Àntim II
Àntim II (en grec Άνθιμος Β') va ser patriarca de Constantinoble durant uns pocs mesos de l'any 1623.
Nascut d'una família noble i rica, era una persona culta i va ser metropolità d'Adrianòpolis. El 18 de juny de 1623 va ser elegit patriarca, càrrec que va mantenir fins al 22 de setembre del mateix any.
El seu breu període de govern s'ha d'entendre dins de l'enfrontament entre el patriarca pro-calvinista Ciril Lucaris, al que recolzaven els ambaixadors holandesos i anglesos, protestants, i els seus oponents, que tenien a favor els ambaixadors francesos, austríacs i venecians, catòlics, a Constantinoble. Els catòlics van aconseguir de persuadir el Gran Visir perquè deposés Ciril Lucaris el 12 d'abril de 1623 i nomenés en el seu lloc a l'ancià Gregori d'Amasia. Els bisbes no estaven contents amb Gregori perquè no havia estat elegit canònicament pel Sant Sínode, i el 18 de juny de 1623, el Sant Sínode va deposar Gregori d'Amasia i va escollir formalment Antim II com a Patriarca de Constantinoble.
Encara que havia estat posat a la seu patriarcal pels catòlics, Àntim no va abjurar de la fe ortodoxa. Va enviar emissaris a Rodes, on temporalment s'havia exiliat Ciril Lucaris, per convèncer-lo de què es retirés al Mont Atos, sense aconseguir-ho. Lucaris, per mediació de l'ambaixador holandès, va retornar al patriarcat pagant una suma considerable, i Àntim va haver d'abdicar. Es va retirar al Mont Atos on va morir l'any 1628.